# Onga (Magyarország)
Onga város Borsod-Abaúj-Zemplén vármegye Miskolci járásában.

## Fekvése
A megyeszékhely Miskolctól mintegy 10 kilométerre keletre fekszik. Különálló településrésze a központjától légvonalban mintegy 5,5, közúton nagyjából 8 kilométerre északkeletre fekvő Ócsanálos.
A közvetlenül határos települések: észak felől Szikszó, északkelet felől Sóstófalva és Újcsanálos, kelet felől Gesztely, délkelet felől Hernádkak, délnyugat felől Felsőzsolca, északnyugat felől pedig Arnót. Dél felől a legközelebbi település Alsózsolca, de közigazgatási területeik (kevés híján) nem érintkeznek.
Távolsága a környező településektől: Gesztelytől 5, Hernádkaktól kb. 7, Arnóttól kb. 3, Újcsanálostól kb. 7 kilométerre fekszik; a legközelebbi városok: Felsőzsolca kb. 5, Szikszó] kb. 9 és Miskolc kb. 10 kilométerre.

### Megközelítése
Legfontosabb közúti megközelítési útvonala a 3605-ös út, mely áthalad a központján, ez köti össze Miskolccal és Gesztellyel is; Szikszóval a 3701-es út kapcsolja össze. Alsózsolcával a 37 106-os számú mellékút köti össze, Ócsanálosra pedig a 3701-es útból kiágazó 37 137-es számú mellékút vezet.
Külterületei között egyébként áthalad a 3-as és a 37-es főút is, de lakott területeit mindkettő nagyrészt messze elkerüli.
A hazai vasútvonalak közül a Felsőzsolca–Hidasnémeti-vasútvonal érinti, melynek egy megállási pontja van itt; Onga vasútállomás a mai település középső részén helyezkedik el (Ófalu településrész északnyugati szélén), közúti elérését csak önkormányzati utak biztosítják.

## Története
A környék az őskor óta lakott, ezt bronzkori leletek tanúsítják. Először 1222-ben említik Ongát. 1588-ban a törökök felégették, de hamar felépült újra. A falu sokat szenvedett a török időkben és a Rákóczi-szabadságharc alatt, a 18. században indult újra fejlődésnek. A lakosság főként gazdálkodásból élt.
A 19. században a fejlődés felgyorsult, köszönhetően a vasútnak és a megyeszékhely közelségének. Nőtt az iparban dolgozók száma. A második világháború után tovább gyorsult a fejlődés. 1950-ben Ongához csatolták Ócsanálos községet.
2011. június 4-én felavatták a település rovásos helynévtábláját.
A közigazgatási és igazságügyi miniszter javaslatára 2013. július 15. napján városi címet kapott.

## Közélete

### Polgármesterei
- 1990–1994: Mázik Ferenc (független)[5]
- 1994–1998: Madzin Tibor (független)[6]
- 1998–2002: Madzin Tibor (független)[7]
- 2002–2006: Madzin Tibor (független)[8]
- 2006–2010: Madzin Tibor (független)[9]
- 2010–2014: Madzin Tibor (független)[10]
- 2014–2019: Dr. Madzin Tibor János (független)[11]
- 2019–2022: Dr. Madzin Tibor (független)[12]
- 2022–2024: Dr. Trizsi Zalán (független)[13]
- 2024– : Dr. Trizsi Zalán (független)[1]

Ongán 2022. június 26-án időközi polgármester-választást kellett tartani, mert a települést 1994-től vezető dr. Madzin Tibor 2022 elején elhunyt. A választáson két független jelölt indult.

## Népesség
A település népességének változása:

2001-ben a település lakosságának 83%-a magyar, 17%-a cigány nemzetiségűnek vallotta magát.
A 2011-es népszámlálás során a lakosok 93,9%-a magyarnak, 20,3% cigánynak, 0,2% németnek mondta magát (6,1% nem nyilatkozott; a kettős identitások miatt a végösszeg nagyobb lehet 100%-nál). A vallási megoszlás a következő volt: római katolikus 40,2%, református 22,5%, görögkatolikus 4,7%, evangélikus 0,7%, felekezeten kívüli 8,9% (21,8% nem nyilatkozott).
2022-ben a lakosság 91,1%-a vallotta magát magyarnak, 3,6% cigánynak, 0,3% ruszinnak, 0,3% németnek, 0,1-0,1% bolgárnak, szlováknak, szlovénnek, románnak és lengyelnek, 1,4% egyéb, nem hazai nemzetiségűnek (8,9% nem nyilatkozott; a kettős identitások miatt a végösszeg nagyobb lehet 100%-nál). Vallásuk szerint 31,8% volt római katolikus, 17,8% református, 4,3% görög katolikus, 0,5% egyéb keresztény, 0,4% evangélikus, 12,2% felekezeten kívüli (32,8% nem válaszolt).